# Černý kůň
Černý kůň (anglicky: Dark horse) je termín používaný k označení málo známého subjektu (osoby či zvířete), který není v určité události (například ve volbách, soutěži apod.) považován za favorita, ovšem má předpoklady k tomu, aby za určitých příznivých okolností danou událost vyhrál, díky čemuž se dostane do popředí. Výraz pochází z prostředí dostihového sportu a jako první jej v tomto významu použil Benjamin Disraeli ve svém románu The Young Duke z roku 1831.
V politickém významu je znám například ve Spojených státech, kde od 19. století označoval „kandidáta z rozpaků“ při nominační volbě pro prezidentské volby. Černým koněm se stal takový kandidát, který uspěje poté, co hlavní stranický kandidát nedosáhne potřebné většiny. Poprvé tak byl označen relativně neznámý tennesseeský politik James K. Polk, který se stal v roce 1844 kandidátem Demokratické strany pro prezidentské volby až v devátém kole hlasování. Ve volbách však následně uspěl a stal se 11. americkým prezidentem. Dalšími černými koňmi v amerických prezidentských volbách byli Franklin Pierce a Warren G. Harding.

### Související článek
- Bílý kůň